# (34666) Bohyunsan
(34666) Bohyunsan (2000 XA14) – planetoida z grupy pasa głównego asteroid okrążająca Słońce w ciągu 5,69 lat w średniej odległości 3,19 j.a. Odkryta 4 grudnia 2000 roku.